# Bonsmoulins
Bonsmoulins is een gemeente in het Franse departement Orne (regio Normandië) en telt 213 inwoners (1999). De plaats maakt deel uit van het arrondissement Mortagne-au-Perche.

## Geografie
De oppervlakte van Bonsmoulins bedraagt 7,4 km², de bevolkingsdichtheid is 28,8 inwoners per km².
De onderstaande kaart toont de ligging van Bonsmoulins met de belangrijkste infrastructuur en aangrenzende gemeenten.

## Demografie
Onderstaande figuur toont het verloop van het inwonertal (bron: INSEE-tellingen).